# Nara Kotsu Bus Lines
Nara Kotsu Bus Lines Co., Ltd. (Japans: 奈良交通株式会社 - Nara Kōtsu Kabushiki Kaisha), doorgaans ingekort tot Nara Kotsu (Japans: 奈良交通) - Nara kōtsu) of afgekort tot Na-Ko (Japans: 奈交 - Nakō), is een Japanse vervoersmaatschappij met buslijnen in Nara, het zuiden van Kyoto, het zuidoosten van Wakayama en het centrale deel van Osaka.

## Lĳnen
Nara Kotsu biedt stads-, streek-, school- en langeafstandsbusdiensten (al dan niet 's nachts) aan, maar ook speciale toeristenbussen. De langeafstandslijnen rijden van/naar de Internationale Luchthaven Kansai en de Luchthaven Itami in Osaka, maar ook van/naar Chiba, Nagoya, Tokio en Yokohama. Ook worden veel bergdorpen in deze regio's ontsloten.

## Logo
Het logo van Nara Kotsu dateert uit 1943 en is een artistieke impressie van een springend hert.

## Geschiedenis

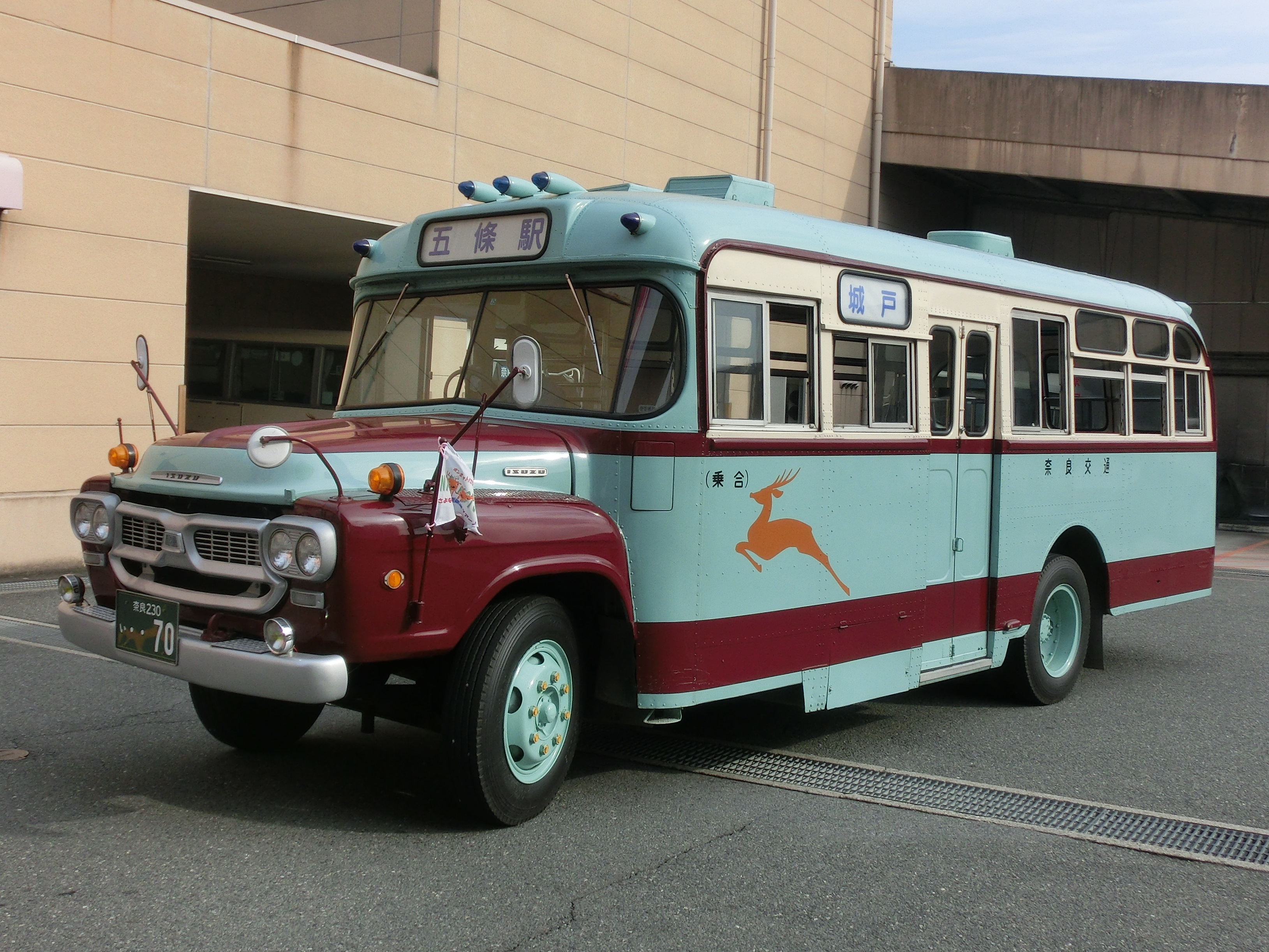
Isuzu-museumbus van Nara Kotsu

Nara Kotsu werd in januari 1929 door Matsuyama Jidosha Shokai opgericht als Nara Auto Co., Ltd. (Japans: 奈良自動車株式会社, Nara Jidōsha Kabushiki Kaisha) in Nara, hoewel er al sinds 25 mei 1917 een lijn in de regio werd gereden door Matsuyama Jidosha Shokai tussen station Sakurai en Matsuyama. Tussen 1917 en 1929 groeide het aantal private lijnen sterk.
Nara is al sinds jaar en dag een populaire toeristische bestemming. De prefectuurregering van Nara liet begon daarom al in 1901 met het aanleggen van wegen voor motorvoertuigen. Op 25 mei 1929 werd begonnen met de exploitatie van de Kasuga Okuyama Tour Bus. De buslijn was bedoeld om de schoonheid van de regio te laten zien aan toeristen, maar passagiers konden onderweg overal in-, uit- en overstappen. In 1932 werd de route verlengd naar de Wakakusaberg. In de Tweede Wereldoorlog werden de sightseeinglijnen als gevolg van het brandstoftekort tijdelijk niet gereden, maar daarna kwam het vervoer weer op gang. Tot op de dag van vandaag zijn er sightseeinglijnen in de regio die geëxploiteerd worden door Nara Kotsu.
In 1933 waren er maar liefst 28 busmaatschappijen actief in de regio. Al in 1936 werd één overkoepelende organisatie door het gemeentebestuur van Nara opgericht. In de jaren daarna volgend talloze fusies en op 1 juli 1943 fuseerde Nara Auto, als gevolg van teruglopende inkomsten door de Tweede Wereldoorlog, met de vier andere overgebleven vervoerders Fugen Nanwa Omnibus, Omine Auto, Yoshino Auto en Yoshino-Uda Transit tot Nara Kotsu.
In 1954 begon Nara Kotsu met de exploitatie van een snelbusdienst tussen Nara en Shimoichi en Kamiichi, in 1958 gevolgd door een snelbusroute tussen Nara en Gojo.
Vanaf 1961 werd alleen nog gereden met grote dieselbussen. In datzelfde jaar werd in Nara-Stad een uniform zonetariefsysteem ingevoerd, evenals een dagkaart. Door de opening van het Nara Dreamland-pretpark op 1 juli dat jaar nam het aantal reizigers verder toe. Ook werd dat jaar een snelbusdienst opgezet tussen Nara Daibutsumae en Kumano-Stad. Het traject voor deze lijn was al vóór de Tweede Wereldoorlog aangelegd. Op 28 februari 1963 werd de lijn verlengd naar station Shingu. Ook werd in 1961 een snelbusdienst opgezet tussen Kami-ichi en Odaigahara, vanaf 1969 zelfs rechtstreeks vanaf station Gakuenmae.
In 1965 ging de eerste langeafstandslijn rijden tussen Gojo en Kyoto. In 1965 werd een snelbusdienst tussen Tenri en Ueno opgezet.
Na de Wereldtentoonstelling van 1970 in Osaka nam de vraag naar toeristenbussen af, maar de vraag naar schoolbussen ten behoeve van schoolexcursies/klassenuitjes toe. Nara Kotsu speelde daar op in door meer van dat soort busdiensten aan te bieden. In 1973 nam Kintetsu Bus een deel van de buslijnen van Nara Kotsu over.

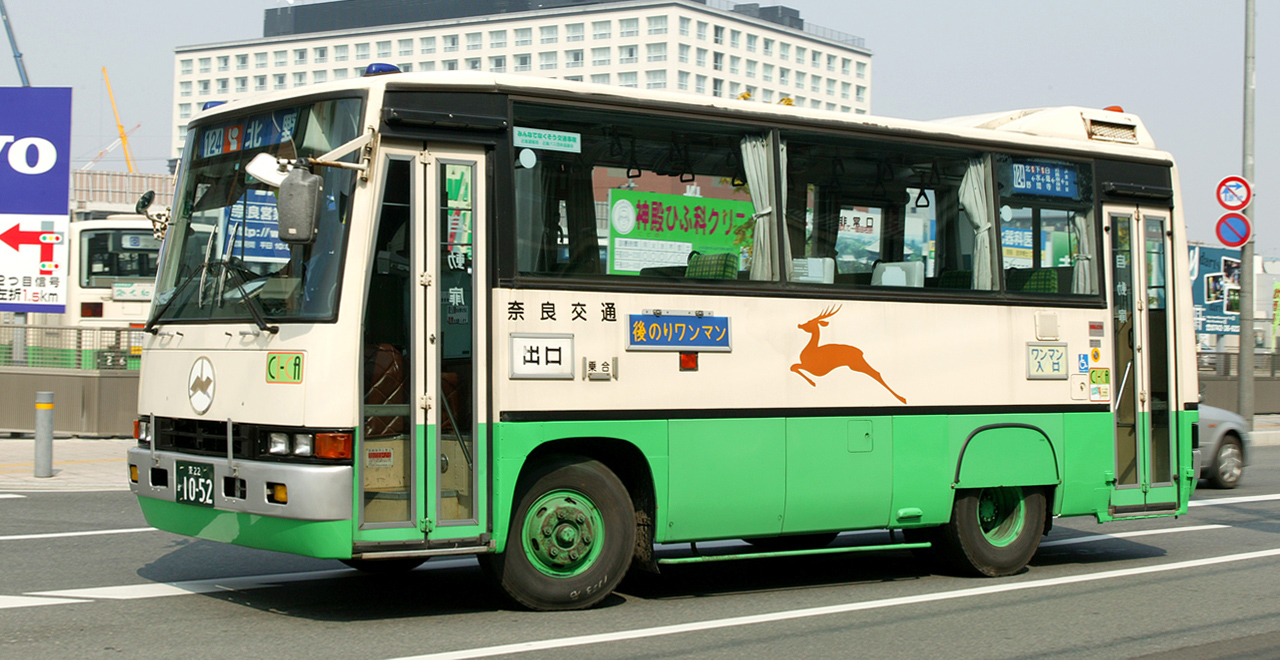
Isuzu Journey Q-minibus van Nara Kotsu (2007)

In 1983 werd de kleurstelling van de bussen gewijzigd om het 40-jarig bestaan van het bedrijf te vieren. Ook werden voor het eerst minibussen (zoals een Isuzu Journey Q) ingezet op onrendabele lijnen. In 1984 werd op een aantal lijnen naar kleine dorpjes een nieuwe formule geïntroduceerd waarbij de minibussen naar knooppunten of andere reguliere haltes gingen pendelen en daar aansloten op reguliere buslijnen, vergelijkbaar met de hedendaagse formule Opstapper van Arriva in Friesland. In 1988 werd voor de lijnen die met een minibus werden geëxploiteerd een dochterbedrijf opgericht onder de naam NC Bus. In april 1988 staakte vervoerder Nanki Kaihatsu het busvervoer in de stad Taiji (Wakayama), waarop Nara Kotsu het busvervoer overnam.
In augustus 1988 ging Nara Kotsu zich nóg meer richten op snelbussen. De eerste lijn was een nachtlijn, in samenwerking met Kanto Bus Co.. In 1990 gingen vier snelbuslijnen naar het grootstedelijk gebied Tokio rijden, later dat jaar gevolgd door een snelbuslijn naar Fukuoka. In 1994 kwam de eerste busverbinding met de Internationale Luchthaven Kansai tot stand, in 1998 gevolgd door een lijn naar Luchthaven Itami.
In 1992 werd de kleurstelling van de bussen opnieuw gewijzigd. In de stedelijke gebieden werden vanaf 1994 bussen met rolstoelliften ingezet, in 1999 gevolgd door de eerste lagevloerbussen.

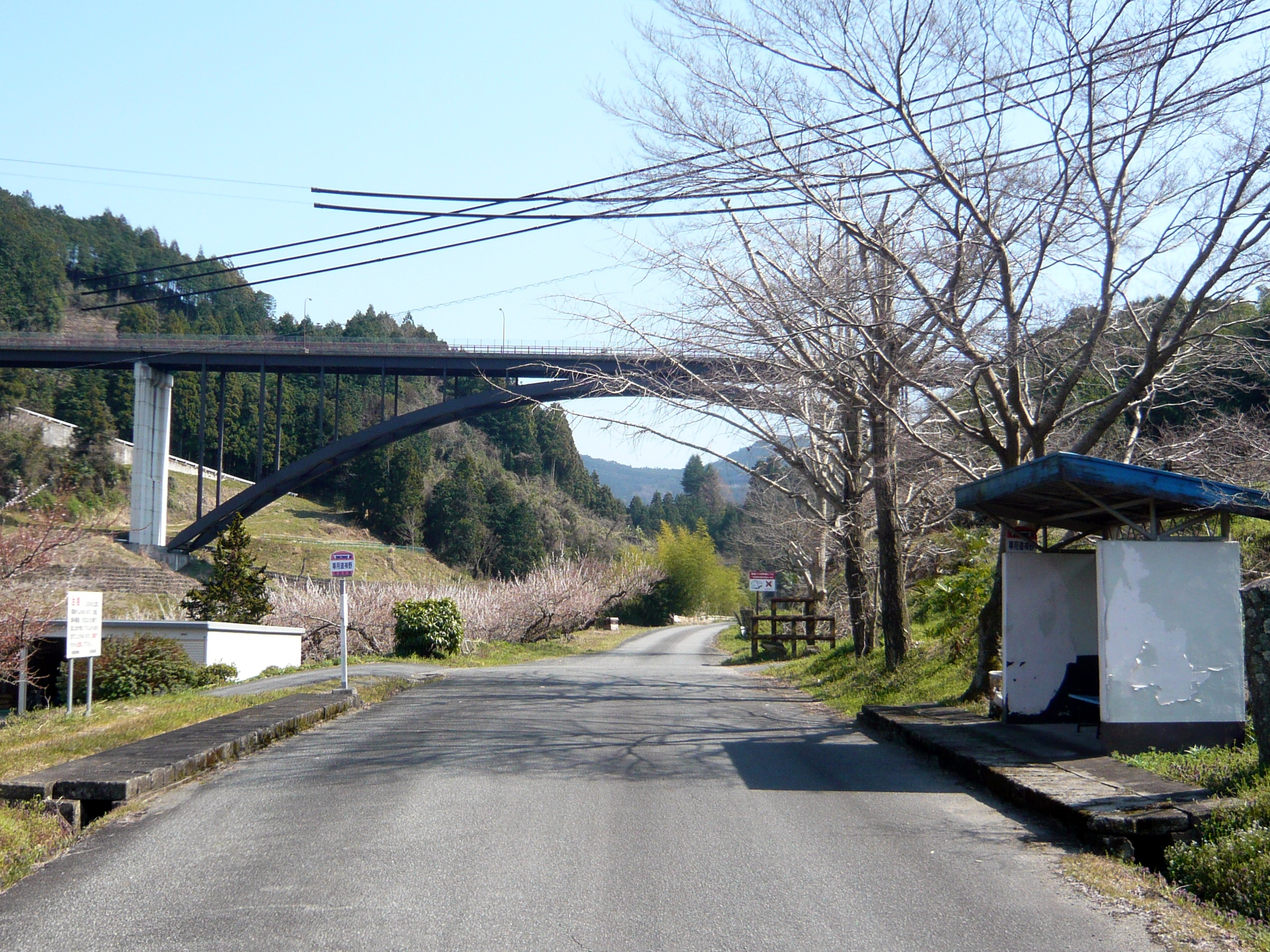
Bushalte Sen-yōdō Kōno

Door veranderingen in de omgeving van de lijnen, werden de lijnen naar naar Fukuoka en Saitama in 2000 geschrapt. Ook werd een aantal onrendabele lijnen overgeheveld naar dochterbedrijf NC Bus, waardoor er minibussen op die lijnen kwamen te rijden. Tegelijkertijd werden er dubbeldekkers (Aero King) geïntroduceerd op de veelgebruikte buslijn naar Shinjuku. Ook werd er voor het eerst een regionaal OV-abonnement ingevoerd, zodat reizigers slechts één abonnement nodig hadden in zowel regionale treinen als bussen. In 2001 werd een seniorenabonnement aan het aanbod toegevoegd.
In 2006 vond opnieuw een grote herstructurering van de buslijnen plaats in verband met de opening van de Kintetsu Keihanna-spoorlijn. Tegelijkertijd werden er steeds meer P+R-terreinen geopend en gepromoot. Op 1 maart 2007 begon Nara Kotsu met de exploitatie van de Bambina, een retrobus die op de cirkellijn in Nara-Stad werd ingezet. Op 1 oktober 2007 werd Nara Kotsu, samen met Kintetsu Bus en Nara Kanko Bus, onderdeel van Keihanna Bus Holdings (nu: Kintetsu Bus Holdings), een dochteronderneming van Kinki Nippon Railway Co (nu: Kintetsu).
Op 27 oktober 2011 werden door de schoonmaakdienst per ongeluk chemicaliën op de stoelen van de bussen gespoten, waardoor verscheidene passagiers de volgende dag brandwonden opliepen..

## Belangrijkste busstations
- Gojo Centrum
- Horyuji Centrum
- Station Kintetsu Nara
- Station JR Nara
- Station Sakurai
- Station Yamato Yagi
- Station Kashihara-jingumae
- Station Oji
- Station Ikoma
- Shation Gakuen-mae
- Station Gakken Nara Tomigaoka
- Station Takanohara

## Betaalwijzen
Bij Nara Kotsu kan worden ingecheckt met landelijke PiTaPa- en ICOCA-kaarten.

## Galerij

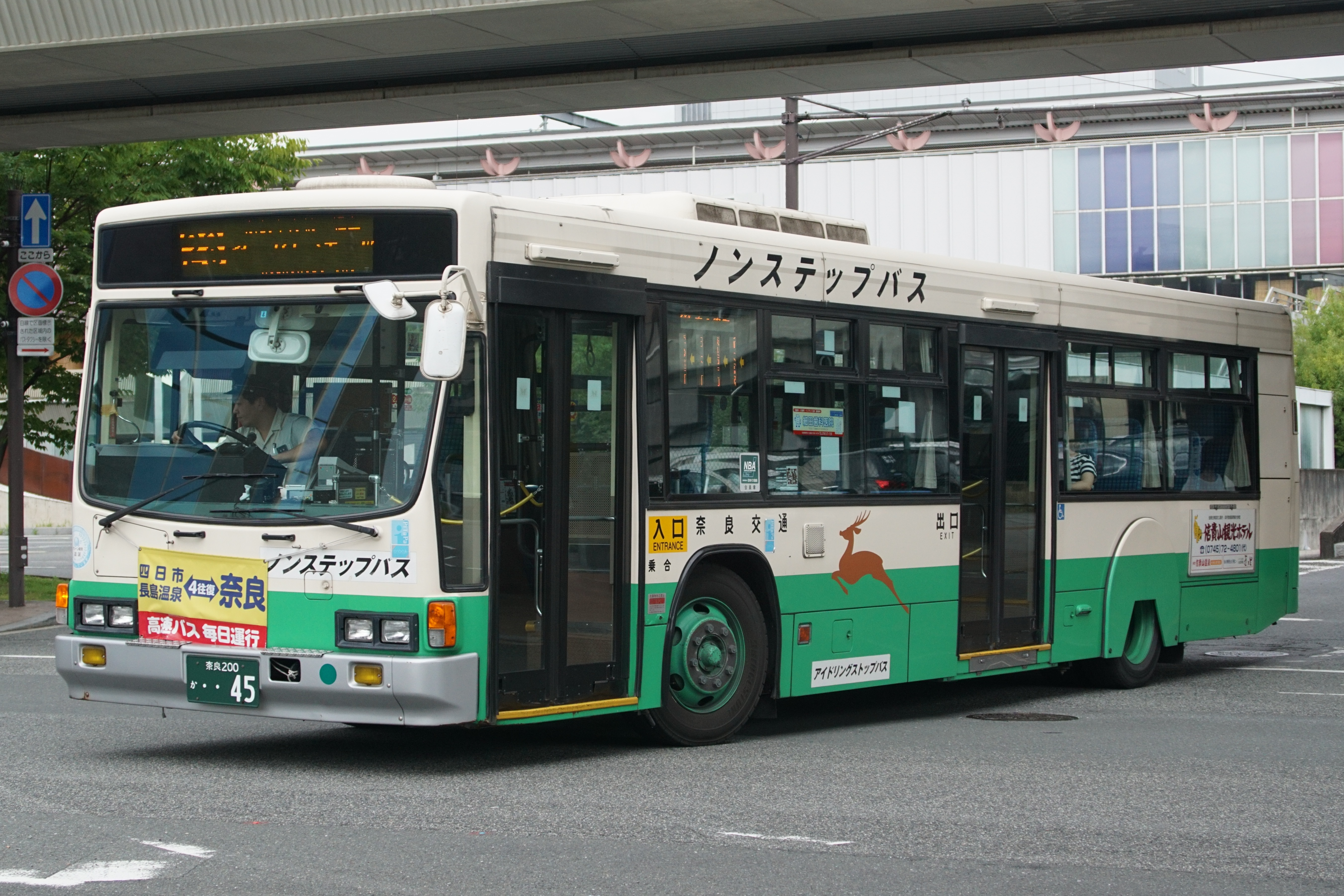
Hino/Isuzu Blue Ribbon-bus bij station JR Nara
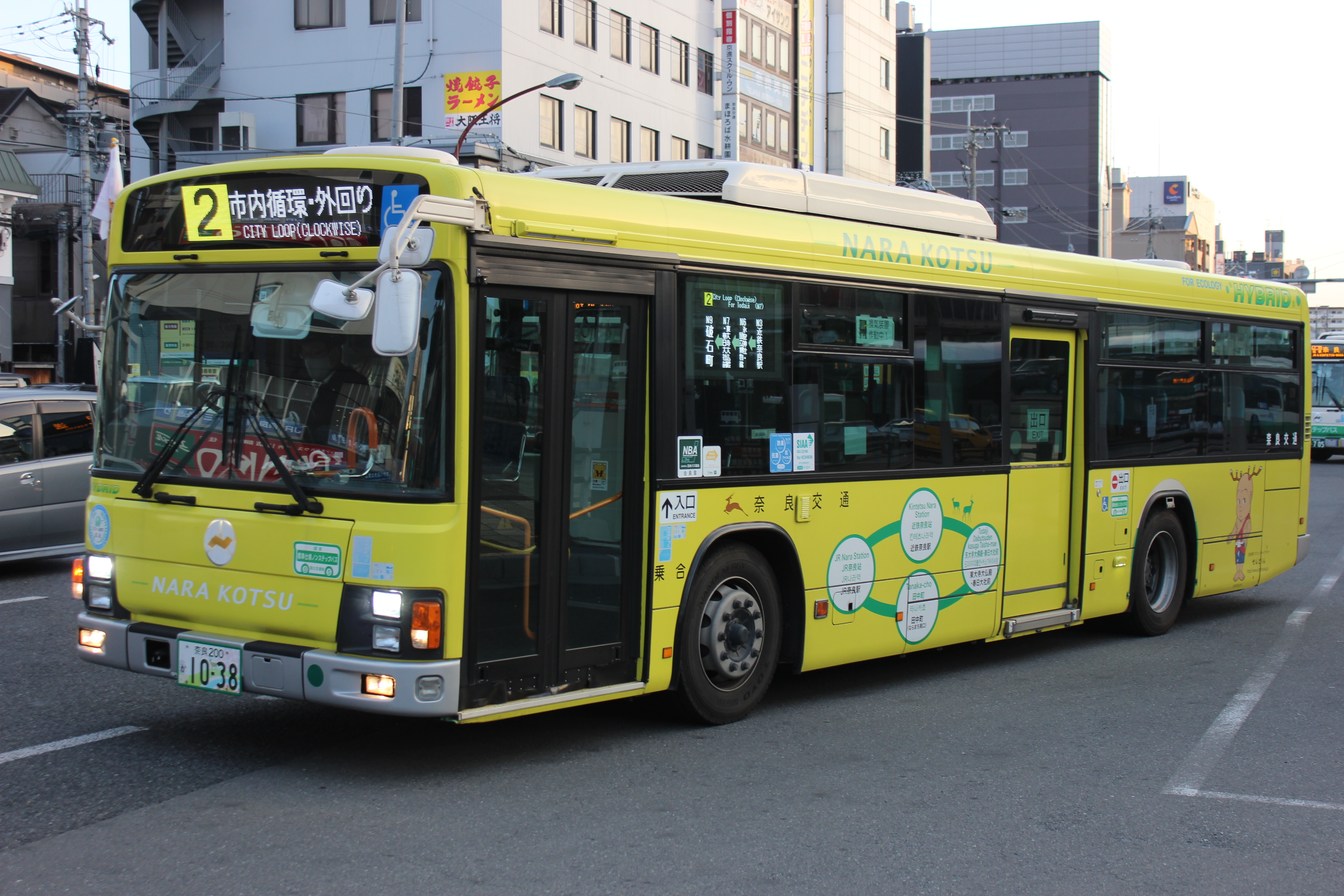
Hino Blue Ribbon Hybrid op Nara-cirkellijn bij station JR Nara
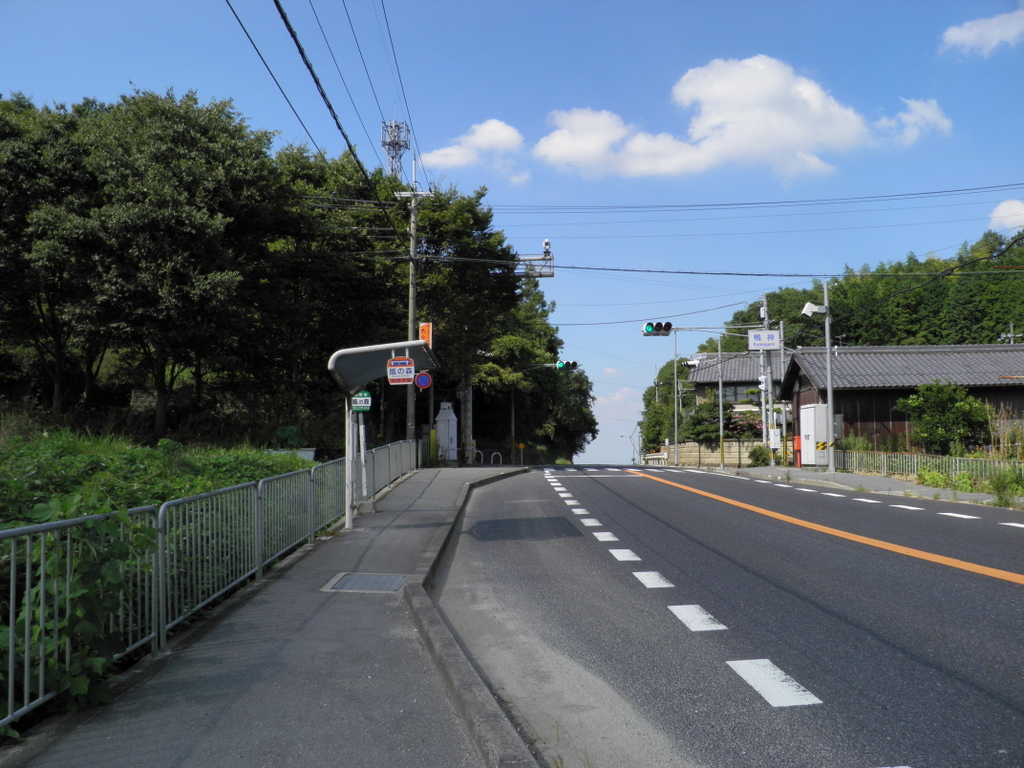
Bushalte in de Kazanomori-bergpas
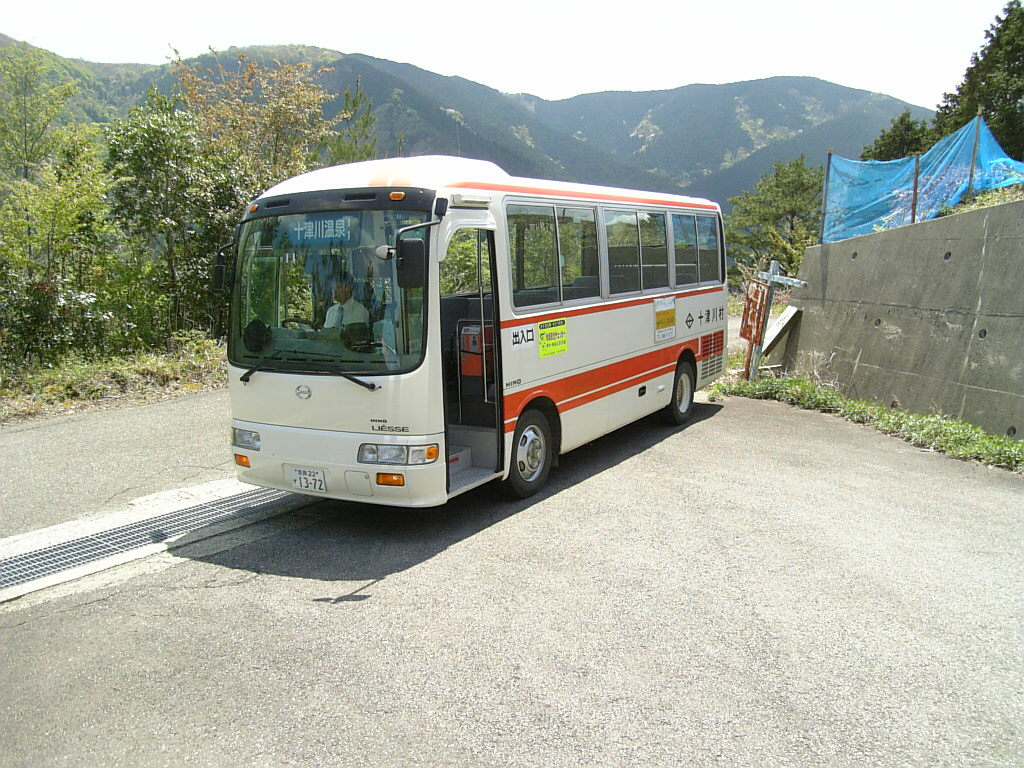
Dorpsbus in Totsukawa
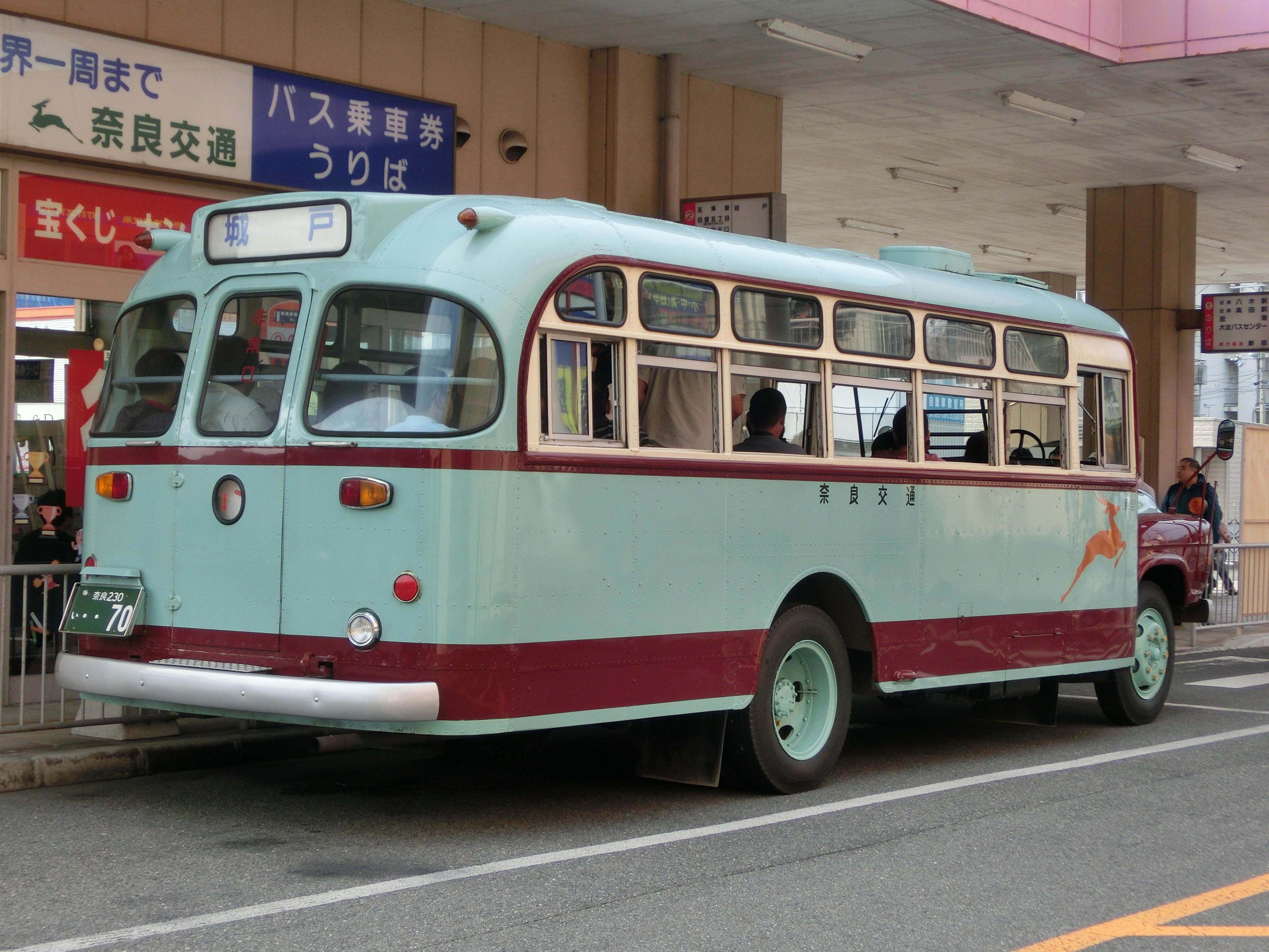
Isuzu-museumbus van Nara Kotsu bij de halte Gojo Centrum
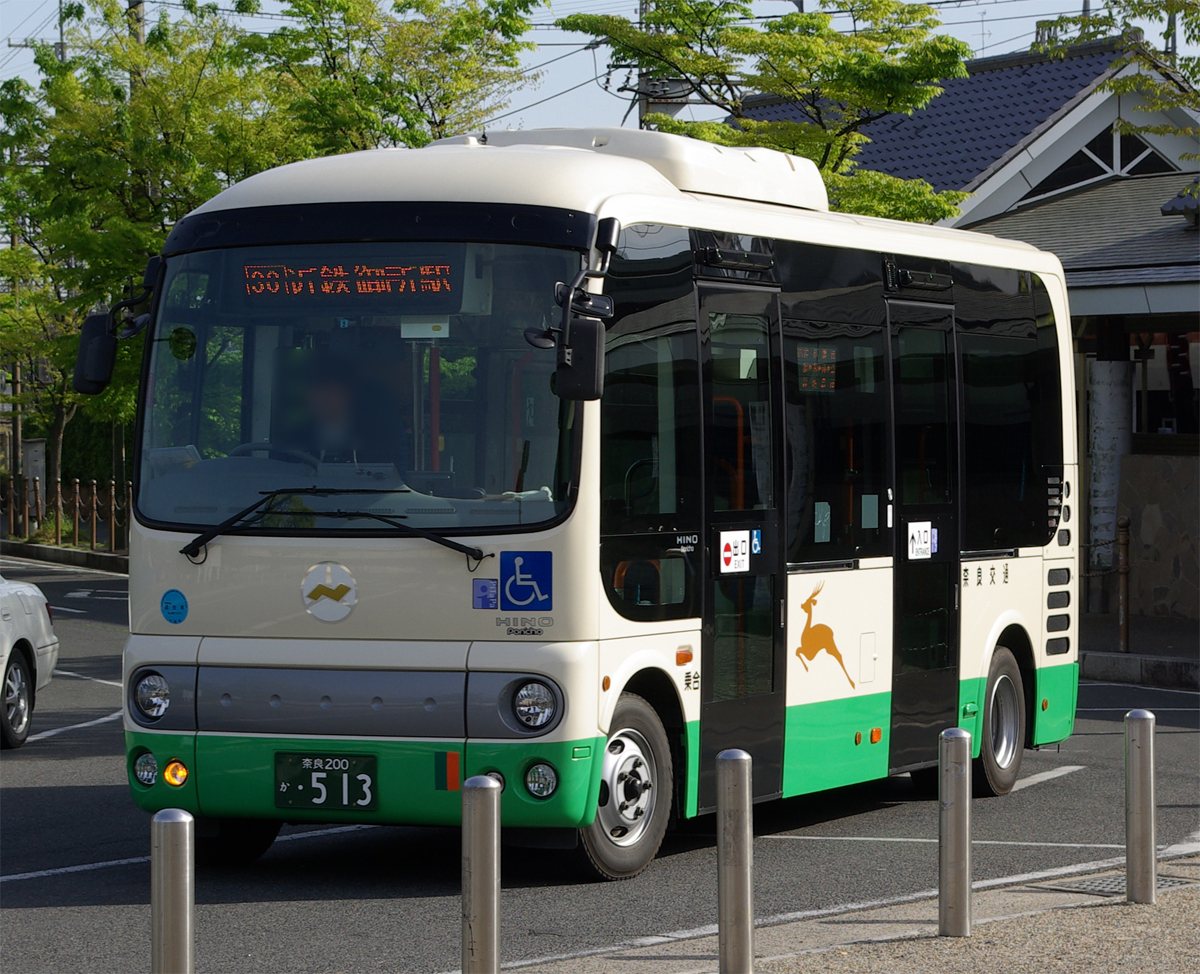
Hino-minibus van Nara Kotsu/NC Bus
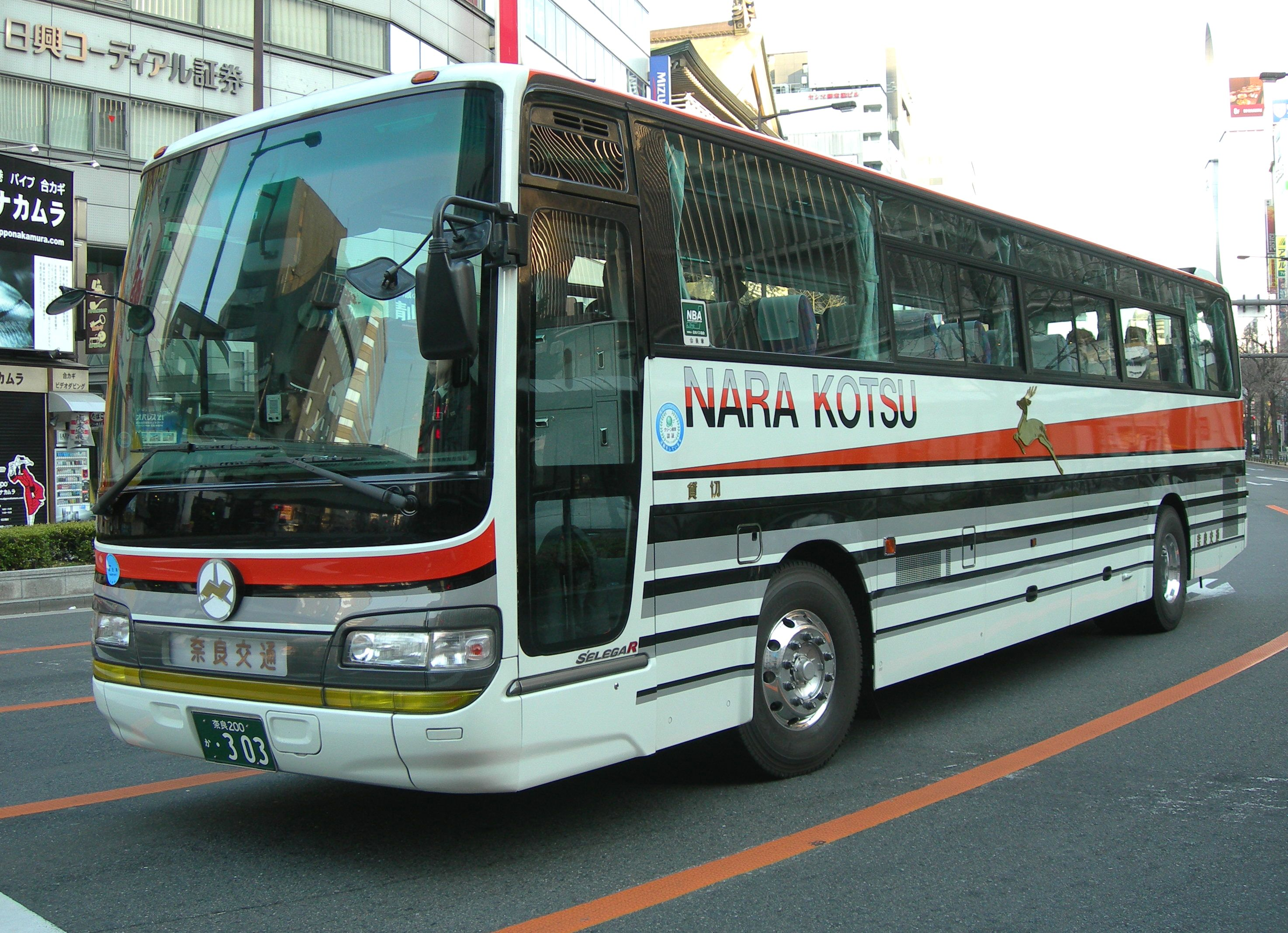
Hino-sightseeingbus van Nara Kotsu
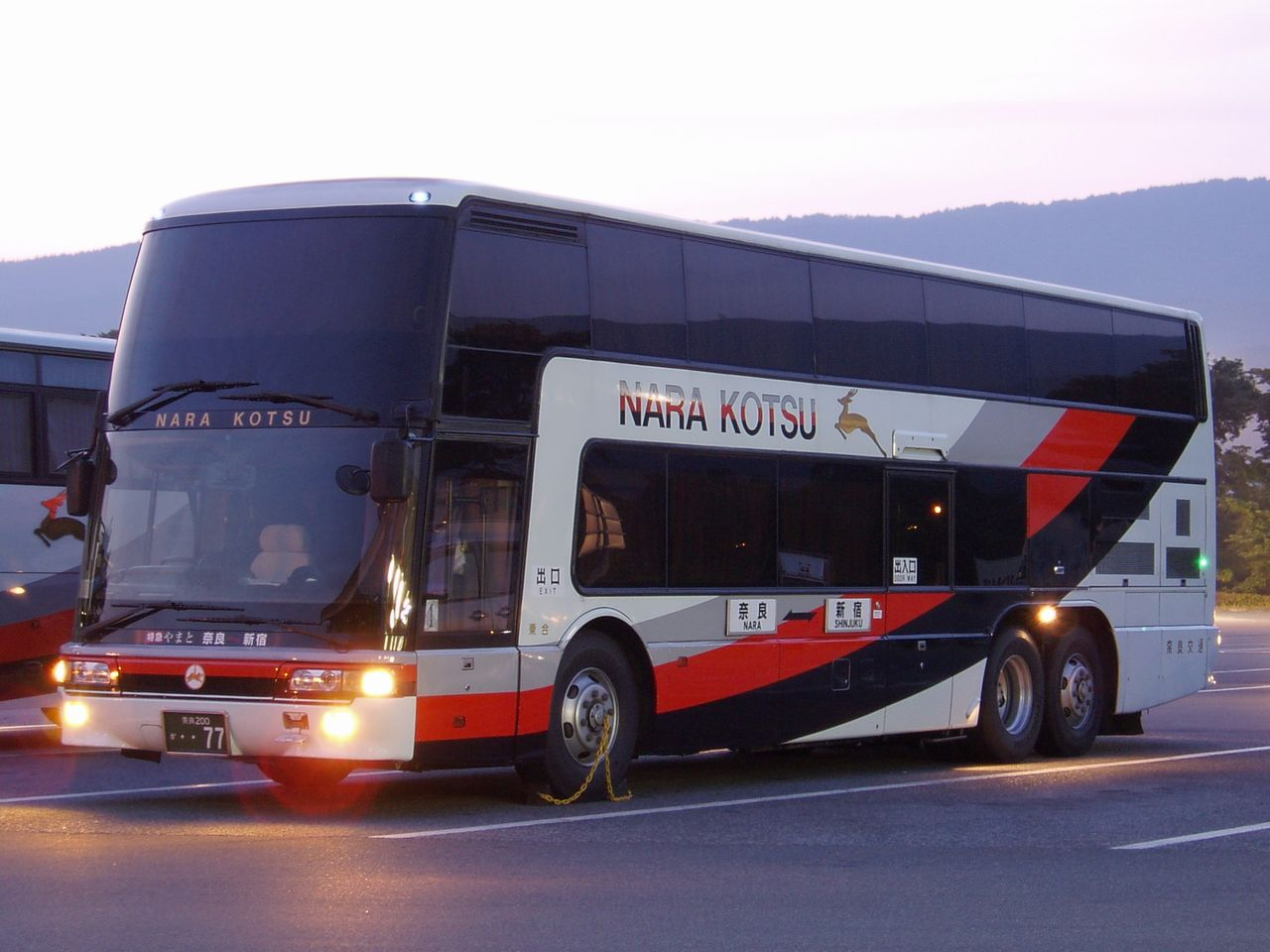
Mitsubushi-sightseeingbus van Nara Kotsu